# Salsola namibica
Salsola namibica är en amarantväxtart som beskrevs av Viktor Petrovitj Botjantsev. Salsola namibica ingår i släktet sodaörter, och familjen amarantväxter. Inga underarter finns listade i Catalogue of Life.